# Ghislaine Maxwell
Pour les articles homonymes, voir Maxwell.
Ghislaine Maxwell (prénom d'origine française et prononcé tel quel : /gi.lɛn/), née le 25 décembre 1961 à Maisons-Laffitte (Yvelines), est une personnalité mondaine et femme d'affaires franco-britannique naturalisée américaine, condamnée à 20 ans de prison en 2022 pour complicité de trafic sexuel.
Plus jeune enfant du magnat de la presse britannique Robert Maxwell, elle s’installe aux États-Unis après la mort de son père en 1991, et devient une proche associée du financier Jeffrey Epstein.
En 2012 elle fonde un groupe de défense des océans, The TerraMar Project (en). Cette organisation ferme en juillet 2019, une semaine après l’annonce des accusations de trafic sexuel déposées par les procureurs fédéraux de New York contre Epstein.
Ghislaine Maxwell est arrêtée le 2 juillet 2020 par le FBI dans le New Hampshire et est inculpée pour trafic de mineurs et parjure, risquant 35 ans de réclusion. Sa libération sous caution ayant été refusée, elle reste incarcérée au Metropolitan Detention Center à Brooklyn dans l'État de New York. Elle est reconnue coupable pour 5 des 6 chefs d'inculpation pour trafic de mineurs lors de son procès fin 2021, puis est condamnée à 20 ans de prison pour complicité de trafic sexuel le 28 juin 2022. Elle a fait appel de cette condamnation.

## Biographie

### Enfance et éducation

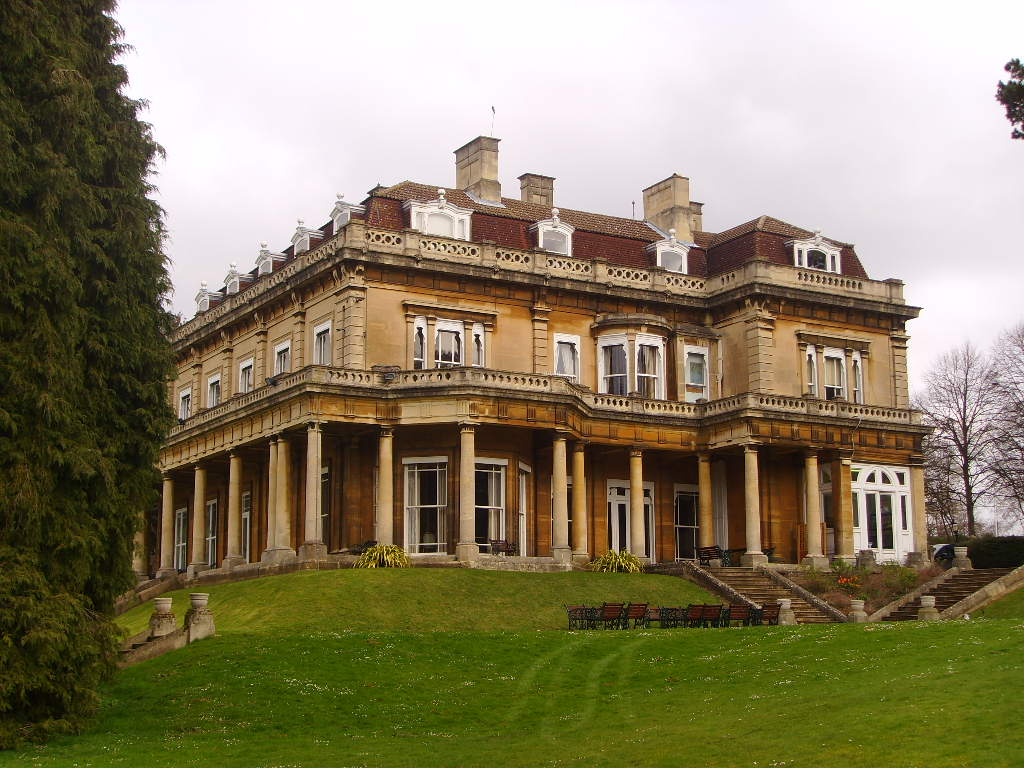
Headington Hill Hall, le manoir où Ghislaine Maxwell a passé son enfance.

Ghislaine Noelle Marion Maxwell naît le jour de Noël 1961 à Maisons-Laffitte, dans les Yvelines, en France. Elle est le neuvième et dernier enfant d'Elisabeth Maxwell (née Meynard), une historienne française spécialiste de la Shoah, et de Robert Maxwell, politicien et magnat des médias britannique, élevé au sein d'une famille juive tchèque. Elle passe toute son enfance en Angleterre, où elle grandit dans un milieu particulièrement privilégié matériellement. La famille réside à Oxford dans une somptueuse demeure historique nommée Headington Hill Hall, une maison de 53 pièces où se trouvaient aussi les bureaux de Pergamon Press, la maison d'édition dirigée par son père,,. Elle est élevée dans la foi anglicane.
La vie de la famille Maxwell est marquée par plusieurs tragédies[Interprétation personnelle ?]. Dans la lignée paternelle, aucun membre n'a survécu à la Shoah : Robert Maxwell, né Ján Ludvík Hyman Binyamin Hoch dans le shtetl de Slatinské Doly, est l'unique survivant, 300 personnes de sa famille et parentèle ont péri, dont ses parents et ses quatre frères et sœurs,. Robert et Elisabeth ont également perdu deux enfants : Karine, décédée de la leucémie à l'âge de 3 ans en 1957 et Michael des suites d'un accident de voiture. L'accident de voiture survient deux jours après la naissance de Ghislaine ; son frère, alors âgé de 15 ans, est plongé dans le coma et reste inconscient jusqu'à sa mort en 1967,. Dans ses mémoires, sa mère relate que cet accident a profondément marqué toute la famille, et que chez Ghislaine cela s'est traduit par un comportement anorexique alors qu'elle était encore toute petite.
Ghislaine Maxwell avait une relation très étroite avec son père et est généralement considérée comme ayant été l'enfant favori de celui-ci,,. The Times a rapporté qu'après son entrée à l'université, Robert Maxwell ne lui permettait pas d'amener ses petits amis à la maison ni d'apparaître en public avec eux. Elle effectue toutes ses classes dans l'enseignement privé, d'abord à la Headington School (en) puis dans l'internat du Marlborough College. Elle achève sa formation par des études universitaires à Oxford, au Balliol College. 
Par sa naissance, Ghislaine Maxwell fait partie de la haute société ; elle fait partie des figures éminentes de la vie mondaine londonienne dans les années 1980.

### Carrière professionnelle

#### Débuts
Ghislaine Maxwell a fondé un club féminin nommé d'après le Kit-Cat Club (en) du XVIIIe siècle, et a été une des dirigeantes de l'Oxford United Football Club à l'époque où son père en était propriétaire,. Elle a aussi travaillé pour The European, un hebdomadaire lancé par Robert Maxwell,. Selon Tom Bower (en) du Times, en 1986 le père de Ghislaine l'a invitée à visiter son nouveau yacht dans un chantier naval des Pays-Bas pour fêter le baptême du bateau sous le nom de Lady Ghislaine (en). The Scotsman a affirmé que Robert Maxwell lui avait aussi « créé sur mesure une entreprise à New York ». Cette entreprise, spécialisée dans les cadeaux d'entreprise, n'était pas rentable,,.
The Times a rapporté que Ghislaine Maxwell s'est rendue à New York le 5 novembre 1990 pour livrer au nom de son père une enveloppe qui, sans qu'elle le sache, faisait partie d'un plan de celui-ci pour voler 200 millions de dollars aux actionnaires de Berlitz.

#### Travail auprès de son père
Après le rachat du New York Daily News par son père en janvier 1991, Ghislaine Maxwell a été envoyée à New York pour lui servir d'intermédiaire,. En mai 1991 elle a pris le Concorde avec lui pour New York, d'où il est rapidement reparti pour Moscou en la laissant le représenter lors d'une cérémonie en l'honneur de Simon Wiesenthal. En novembre 1991 le corps de Robert Maxwell a été retrouvé flottant près du Lady Ghislaine (en) aux Îles Canaries. Immédiatement après sa mort, Ghislaine s'est envolée pour Tenerife, où se trouvait le yacht, pour prendre soin de ses papiers. Bien que l'enquête ait conclu à une noyade accidentelle, elle a indiqué depuis qu'elle croyait que son père avait été assassiné, déclarant en 1997 qu'« Il ne s'est pas suicidé. C'est simplement incompatible avec son caractère. Je pense qu'il a été assassiné ». Après sa mort, on a découvert que Robert Maxwell avait puisé dans le fonds de pension des employés de Mirror Group Newspapers, une compagnie qu'il dirigeait et dans laquelle il avait une forte participation, afin d'en soutenir les cours. Il aurait manqué plus de 440 millions de livres, ce qui a laissé les survivants de la famille Maxwell et le gouvernement britannique dans l'impasse pour rembourser les 32 000 personnes lésées.

#### Départ pour les États-Unis
Ghislaine Maxwell est partie pour les États-Unis en 1991, juste après la mort de son père. Elle a été photographiée en train de prendre un Concorde, ce qui a provoqué l'indignation en plein milieu du scandale des retraites détournées, à cause du prix des vols sur cet avion,. Elle aurait ensuite reçu « un legs annuel de 80 000 livres d'un fonds créé par son père ». En 1992 elle s'est installée dans l'appartement d'un ami iranien au-dessus de Central Park. À cette époque, elle travaillait dans une agence immobilière sur Madison Avenue et fréquentait notamment Ivana Trump et le fils d'Adnan Khashoggi. Elle est rapidement devenue une figure importante de la vie mondaine new-yorkaise,.

### Association avec Jeffrey Epstein

#### Rencontre

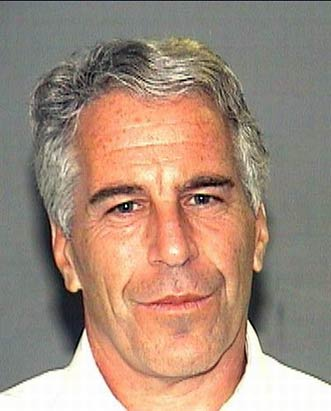
Photographie d'identité judiciaire de Jeffrey Epstein, 2006.

Ghislaine Maxwell a rencontré le financier américain Jeffrey Epstein au début des années 1990 dans une fête à New York, après « une rupture difficile avec le comte Gianfranco Cicogna » des hôtels Ciga (anciennement propriété de Starwood Hotels & Resorts Worldwide).

#### Relation avec le financier
Ghislaine Maxwell a eu une relation amoureuse de plusieurs années avec lui au début des années 1990 et est restée très proche de lui au cours des décennies suivantes,,. La nature de leurs relations reste indéterminée. Dans une déposition de 2009, plusieurs employés de maison d'Epstein ont témoigné que Ghislaine Maxwell jouait un rôle central dans sa vie publique et privée, la qualifiant de sa « petite amie principale », aussi chargée d'engager, de surveiller et de licencier le personnel à partir d'environ 1992. Elle a aussi été qualifiée de « Lady of the House » par les employés d'Epstein ainsi que son « agressive assistante ». Dans un portrait d'Epstein paru en 2003 dans Vanity Fair, la journaliste Vicky Ward (en) indique que celui-ci la désignait comme « ma meilleure amie ». Ward a aussi observé que Ghislaine Maxwell semblait « organiser une grande partie de sa vie ».

#### Amitiés avec des célébrités
Ghislaine Maxwell a attiré l'attention de la presse pour son amitié avec le Prince Andrew, le deuxième fils de la reine Élisabeth II, qui a assisté à des événements mondains avec elle à New York. Elle lui a présenté Epstein et tous les trois sont souvent sortis ensemble. En 2000, Ghislaine Maxwell et Epstein ont assisté à une fête donnée par le Prince Andrew dans la propriété royale du comté de Norfolk pour le 39e anniversaire de Ghislaine. Celle-ci a aussi été photographiée avec Bill Clinton, Donald Trump et l'avocat Alan Dershowitz.
En 1995, Epstein a renommé une de ses entreprises de Palm Beach The Ghislaine Corporation ; celle-ci a été dissoute en 1998.
En 2008 Epstein a été condamné pour incitation d'une mineure à la prostitution et a passé 13 mois en prison (pour une peine négociée de 18). Après sa sortie de prison, bien que Ghislaine Maxwell ait continué à avoir d'importantes activités mondaines, ils n'ont plus été vus ensemble en public.
Vers la fin 2015, Maxwell elle-même s'est largement retirée de toute activité mondaine.

### Affaires et accusations civiles

#### Virginia Roberts v. Maxwell(2015)
Les détails d'une poursuite au civil rendus publics en janvier 2015 contiennent la déposition d'une femme identifiée comme « Jane Doe 3 », qui accuse Ghislaine Maxwell de l'avoir recrutée en 1999, alors qu'elle était mineure, pour avoir des relations sexuelles avec Epstein. Un reportage de Julie K. Brown (en) dans le Miami Herald en 2018 a révélé que Jane Doe 3 est Virginia Giuffre, qui s'appelait Virginia Roberts en 1999. Giuffre a rencontré Maxwell à Mar-a-Lago, le club de Donald Trump à Palm Beach où elle travaillait à cette époque. Elle a affirmé que Maxwell l'avait présentée à Epstein, après quoi elle avait été « formée par les deux pour son plaisir, y compris des leçons sur les préférences d'Epstein en matière de fellation, ».
Ghislaine Maxwell a nié à de nombreuses reprises toute participation aux crimes d'Epstein. Dans une déclaration de 2015, elle a rejeté les allégations selon lesquelles elle aurait agi comme entremetteuse pour Epstein et nié qu'elle ait « facilité des actes d'abus sexuel du Prince Andrew ». Son porte-parole a déclaré que « les allégations faites contre Ghislaine Maxwell sont fausses » et qu'elle « nie fortement toutes les allégations de mauvais goût qui sont apparues dans la presse britannique et ailleurs, et se réserve le droit de demander réparation pour la répétition de ces vieilles affirmations diffamatoires, ».
Giuffre a attaqué Maxwell devant la cour fédérale du district sud de New York en 2015. Elle a affirmé que Maxwell et Epstein l'avaient prostituée avec d'autres jeunes filles mineures, souvent lors de fêtes sexuelles données par Epstein dans ses propriétés de New York, du Nouveau-Mexique, de Palm Beach et des Îles Vierges. Maxwell l'ayant qualifiée de menteuse, Giuffre l'a poursuivie pour diffamation. Bien que les détails de l'arrangement n'aient pas été rendus publics, en mai 2017 le cas a été réglé en faveur de Giuffre, Maxwell lui versant « des millions ».

#### Sarah Ransome v. Epstein and Maxwell(2017)
En 2017, Sarah Ransome a porté plainte contre Epstein et Maxwell, affirmant que Maxwell l'avait engagée pour faire des massages à Epstein et plus tard l'avait menacée de la blesser ou de détruire ses perspectives de carrière si elle n'acceptait pas leurs demandes sexuelles chez lui à New York et dans son île privée des Caraïbes, Little Saint James. Le cas a été réglé en 2018, selon des termes non publiés,,,.

#### Affidavit rempli par Maria Farmer (2019)
Le 16 avril 2019, une nouvelle accusatrice, Maria Farmer, s'est fait connaître et a rempli un affidavit devant la cour fédérale de New York, affirmant qu'elle et sa sœur de 15 ans avaient été agressées sexuellement par Epstein et Maxwell dans des lieux séparés en 1996. Selon cet affidavit, Farmer avait rencontré Maxwell et Epstein lors de la réception d'une galerie d'art de New York en 1995. L'affidavit affirme que l'été suivant, ils l'ont engagée pour travailler sur un projet artistique dans le domaine de Les Wexner dans l'Ohio, où elle aurait été sexuellement agressée. Farmer a rapporté l'incident au département de la police de New York et au FBI.
L'affidavit de Farmer affirme aussi qu'au cours du même été, Epstein a emmené en avion sa sœur, alors âgée de 15 ans, dans sa propriété du Nouveau-Mexique, où il l'aurait molestée sur une table de massage.

#### Jennifer Araoz vs. the estate of Jeffrey Epstein, Ghislaine Maxwell, and Jane Does 1–3(2019)
Le 14 août 2019, Jennifer Araoz a porté plainte devant la Cour suprême de New York contre la succession d'Epstein (mort 4 jours avant), Ghislaine Maxwell et trois membres non-nommés de son personnel ; cette poursuite a été rendue possible par le nouveau Child Victims Act de l'État de New York, qui a pris effet le jour même.

#### Priscilla Doe vs. the estate of Jeffrey Epstein(2019)
Ghislaine Maxwell est nommée dans une des trois plaintes déposées le 20 août 2019 à New York contre la succession de Jeffrey Epstein. Celle qui l'a déposée, connue sous le nom de « Priscilla Doe », affirme avoir été recrutée en 2006 et formée par Maxwell avec des instructions pas-à-pas pour fournir des services à Epstein,.

#### Publication de documents judiciaires
Le 2 juillet 2019, la Cour d’appel des États-Unis pour le deuxième circuit a ordonné la publication de documents de la plainte précédente de Virginia Giuffre contre Ghislaine Maxwell au civil. Jeffrey Epstein a été arrêté le 6 juillet 2019 à l'aéroport de Teterboro dans le New Jersey sous les accusations de proxénétisme et proxénétisme aggravé.
Ghislaine Maxwell a demandé une nouvelle audience de la cour d'appel fédérale le 17 juillet 2019, pour essayer de garder confidentiels les documents de la plainte de Virginia Giuffre.
Le 9 août 2019, un premier lot de documents de la plainte pour diffamation de Giuffre contre Maxwell ont été rendus publics. Le lendemain, Epstein est retrouvé pendu dans sa cellule de prison, à Manhattan, à l'âge de 66 ans,.

### Affaires judiciaires
Le texte peut changer fréquemment, n’est peut-être pas à jour et peut manquer de recul. 
Le titre et la description de l'acte concerné reposent sur la qualification juridique retenue lors de la rédaction de l'article et peuvent évoluer en même temps que celle-ci.

#### Arrestation
Le matin du 2 juillet 2020, Ghislaine Maxwell est arrêtée par des agents du FBI dans sa luxueuse et discrète résidence située dans une zone forestière de Bradford (New Hampshire). Elle comparaît l'après-midi même devant une juge fédérale qui lui notifie les raisons de son arrestation. En raison de la pandémie de Covid-19, cette audience se déroule en visioconférence.
L'arrestation dans l'État du New Hampshire de la quinquagénaire s'est déroulée « sans incident », selon le FBI. L'agence fédérale indique toutefois quelques semaines plus tard que l'opération ne s'est en fait pas déroulée aussi simplement. Selon le FBI, lors de son arrestation, Ghislaine Maxwell aurait ignoré l'ordre des agents de se rendre, avant d'essayer de s'enfuir dans une autre pièce de la maison, fermant la porte derrière elle. Les agents seraient alors entrés de force en enfonçant la porte et auraient procédé à l'arrestation. Les procureurs ont déclaré que lors d'une perquisition dans la maison, les enquêteurs avaient trouvé un téléphone portable enveloppé de papier d'aluminium sur le dessus d'un bureau, ce qu'ils ont interprété comme étant « une tentative maladroite pour échapper à la détection » des forces de l'ordre.

#### Inculpation et détention

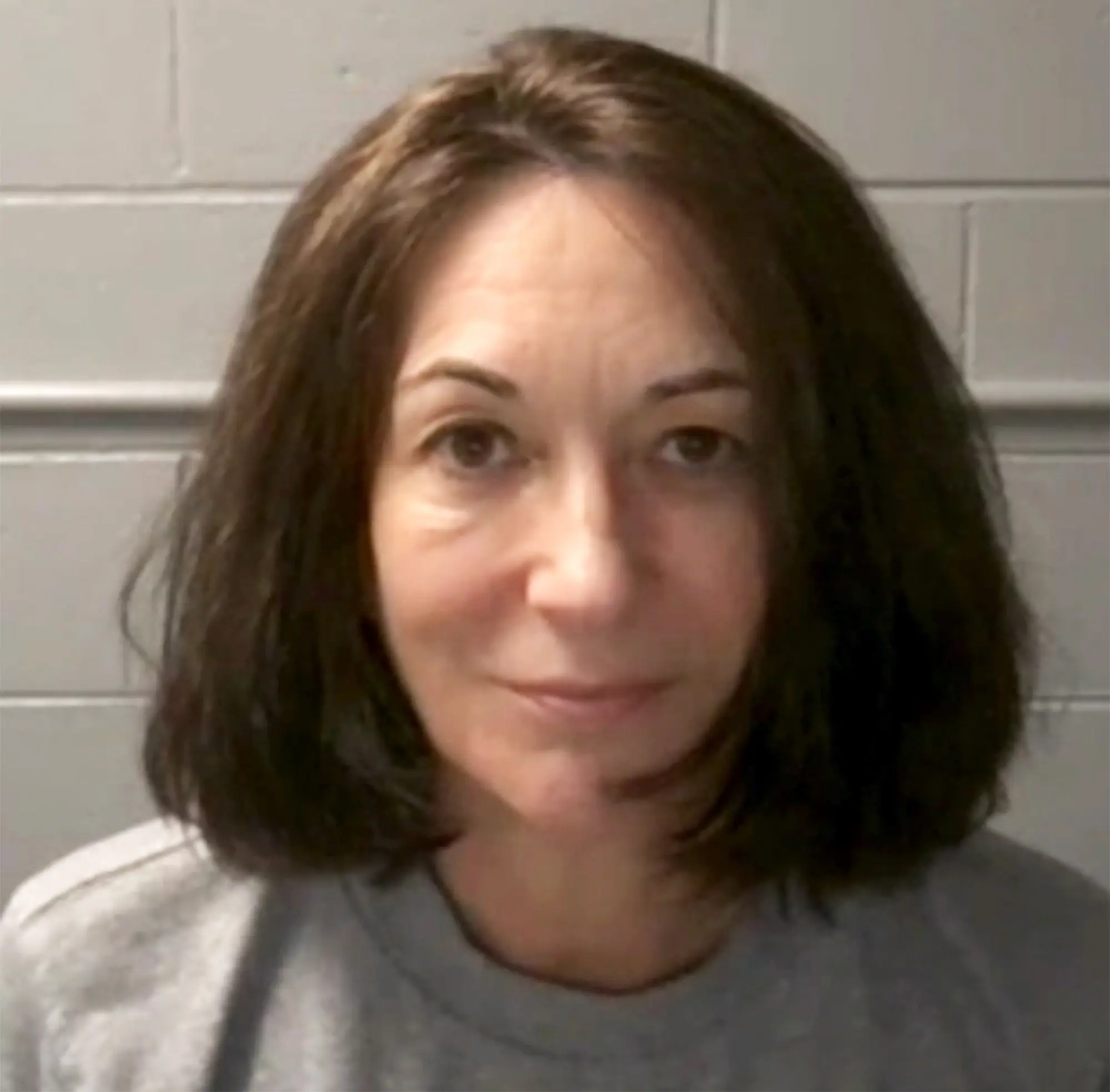
Photographie d'identité judiciaire de Ghislaine Maxwell au Centre de détention métropolitain de Brooklyn.

Présentée à un juge fédéral, Ghislaine Maxwell est formellement inculpée le soir même de son arrestation par la procureure de New York de six chefs d'accusation, notamment d'incitation à des actes sexuels illégaux, de parjure, et d'avoir « aidé, facilité et contribué aux agressions sur mineures de Jeffrey Epstein », de 1994 à 1997.
Ghislaine Maxwell est incarcérée au Metropolitan Detention Center à New York, dans l'attente de son procès. Immédiatement, toute une série de mesures sont mises en vigueur pour assurer sa sécurité personnelle et empêcher qu'elle ne tente de se suicider.
Le 11 juillet, ses avocats proposent de payer 5 millions de dollars pour la remise en liberté sous caution de Maxwell ; ils indiquent qu'elle est prête à remettre ses passeports américain, anglais et français et à demeurer en résidence surveillée dans une propriété new-yorkaise, dans l'attente de son procès.
L'audience pour déterminer une éventuelle libération sous caution a lieu le 14 juillet 2020. Ses avocats indiquent que Ghislaine Maxwell plaide non coupable. Maxwell assiste à cette audience par vidéoconférence depuis le centre de détention. En raison d'un risque de fuite jugé particulièrement élevé, la juge rejette la demande de libération sous caution de Maxwell, qui restera donc incarcérée jusqu'à l'ouverture de son procès dont la date a été fixée par le procureur au 12 juillet 2021. Le 31 juillet suivant, des documents concernant Maxwell sont déclassifiés et rendus publics, démontrant que la britannique et Jeffrey Epstein sont restés en contact au moins jusqu'en 2015, d'après des courriels échangés entre eux. Le 12 août suivant, la protection anti-suicide de Maxwell est levée, lui permettant de quitter sa cellule d'isolement et de revenir à un système carcéral normal. Selon le Daily Mail, Ghislaine Maxwell serait en possession d'une collection de vidéos montrant plusieurs personnalités influentes et des filles mineures se livrant à des actes sexuels. D’après l'ami interrogé par le journal britannique, Ghislaine Maxwell serait « en danger de mort permanent ». La rumeur affirmant que Jeffrey Epstein a été assassiné, les avocats de Ghislaine Maxwell auraient réussi à obtenir qu'elle soit déplacée de cellule en cellule afin qu'elle ne soit pas elle-même assassinée. Le 6 octobre, une femme âgée de 48 ans déclare avoir été « bâillonnée, ligotée, et violée avec un sex-toy » par Maxwell en 1993. Cette femme dit s'être rendue trois ou quatre fois chez Epstein entre 1993 et 1994 pour masser ce dernier, en échange de 300 dollars à chaque fois. Elle déclare également avoir été menacée par Maxwell, qui l'aurait dissuadée d'aller prévenir la police : « Ne va pas voir les autorités, ou tu ne seras plus en vie pour te rendre au tribunal », lui aurait dit cette dernière. Le 11 décembre 2020, Ghislaine Maxwell propose de verser une caution s'élevant à un montant de 28,5 millions de dollars pour une remise en liberté conditionnelle. Sa demande est une nouvelle fois refusée par le juge, le 29 décembre suivant, ce dernier estimant que Maxwell présente toujours un « risque extrême de fuite ». Le 3 mai, le tribunal de New York annonce que le procès de Ghislaine Maxwell, qui devait débuter en juillet suivant, est finalement reporté au 29 novembre 2021,.
Le 26 juin 2022, son avocat déclare que Ghislaine Maxwell aurait été brusquement mise à l'isolement pour risque suicidaire, alors que celle-ci ne serait pas suicidaire, et il dénonce une obstruction à la préparation de sa défense.

#### Procès et condamnation
La semaine précédant le début du procès, la famille de Ghislaine Maxwell dépose une requête à Genève auprès du Groupe de travail de l’ONU sur la détention arbitraire. Ses frères et sœurs dénoncent « de graves violations des droits de la défense et de la présomption d’innocence, des traitements indignes et dégradants et un isolement arbitraire depuis le début de sa détention ». Ils estiment également que son maintien en détention aux États-Unis est injustifié, et qu’elle n’a aucune chance d’avoir un procès équitable.
Durant le procès, l'accusation décrit Ghislaine Maxwell comme étant une « prédatrice sophistiquée » qui agissait en toute connaissance de cause pour attirer et recruter des jeunes filles qui devaient faire des «massages» à Epstein dans ses résidences de Floride, New York ou du Nouveau-Mexique. Les victimes plutôt d'origine modeste étaient payées plusieurs centaines de dollars en espèces ou en cadeaux pour chaque massage qui impliquait également des attouchements sexuels. Quatre femmes, dont trois sous pseudonyme, témoignent à charge contre l'accusée. Seule Annie Farmer témoigne sous son identité lors du procès. Elle décrit Ghislaine Maxwell comme étant une « femme séduisante et soignée » et relate des faits d'attouchements sexuels en 1996 lors d'un voyage au Nouveau-Mexique.
Ghislaine Maxwell plaide non coupable et ne s'exprime qu'une seule fois pour réaffirmer qu'elle est innocente. Les avocats de Ghislaine Maxwell déplorent que leur cliente soit présentée comme le «bouc émissaire» pour des actions commises par Epstein, mettant en cause la véracité des souvenirs des témoins, et leurs motivations.
En cas de condamnation pour les six charges dont elle est inculpée, Ghislaine Maxwell encourt une peine maximale allant jusqu'à 35 ans de prison,,,. Après cinq jours de délibération, elle est reconnue coupable pour 5 des 6 chefs d'inculpation le 29 décembre 2021. Damian Williams, procureur fédéral du tribunal de Manhattan, déclare au Washington Post « Le jury, à l’unanimité, a reconnu Ghislaine Maxwell coupable de l’un des pires crimes imaginables : faciliter et prendre part à l’agression sexuelle d’enfants » et en ajoutant « La route vers la justice a été beaucoup trop longue, mais aujourd’hui, justice est faite ». Début janvier 2022, selon un article du Daily Mail, l’un des jurés aurait confié sa propre expérience en évoquant que des victimes d’abus sexuels n’ont pas toujours un souvenir linéaire et exact de leur traumatisme. Les avocats de la défense déclarent « Selon le juré, cette révélation a influencé les délibérations et a convaincu les autres membres du jury de condamner Madame Maxwell » et y voit « des motifs irréfutables pour un nouveau procès ». Saisie en urgence avant la diffusion d'un documentaire Ghislaine Partner in Crime, le tribunal fédéral de Manhattan rejete cette demande en considérant que « le juré 50 n’avait pas de préjugé à l’égard de l’accusée et pouvait être un juré juste et impartial » le 1er avril.
Le 28 juin 2022, parmi les six chefs d’accusation de crimes sexuels, cinq chefs d’accusation ont été retenus dont le fait d’avoir aidé Jeffrey Epstein à recruter de jeunes filles mineures à des fins de trafic sexuel. Ghislaine Maxwell est condamnée à 20 ans de prison,. Ainsi, elle devient l'unique condamnée dans ce dossier. En raison de sa triple nationalité française, britannique et américaine, les autorités américaines ont systématiquement rejeté ses demandes de libération sous caution par crainte d'une fuite à l'étranger.
Elle est actuellement incarcérée sous le numéro de matricule 02879-509. Elle est initialement emprisonnée dans la Federal Correctional Institution, Tallahassee (en), une prison fédérale pour femmes à Tallahassee, en Floride. 
Le 29 juillet 2025, les avocats de Ghislaine Maxwell saisissent la Cour suprême des États-Unis, visant à annuler sa condamnation pour trafic sexuel.
Le 1er août 2025, elle est transférée dans la Federal Prison Camp, Bryan (en), une prison fédérale pour femmes à sécurité minimale, située à Bryan (Texas),. 
Sa première libération conditionnelle est prévue pour le 17 juillet 2037.

### Vie personnelle
Newsweek a indiqué que Ghislaine Maxwell avait « le charisme pompeux de son père ». Depuis au moins 1997, elle a conservé une résidence dans le quartier londonien de Belgravia,,. En 2000, elle s'est installée dans une maison de 650 m2 de l'Upper East Side de New York, sur East 65th Street, à moins de 10 blocs de celle de son ami Epstein (Herbert N. Straus House (en)). La maison a été achetée pour 4,95 millions de dollars par une compagnie à responsabilité limitée anonyme (LLC), dont l'adresse était la même que celle des bureaux de J. Epstein & Co. L'acheteur était représenté par Darren Indyke, avocat de longue date d'Epstein.
Après sa relation personnelle et professionnelle avec Jeffrey Epstein, Ghislaine Maxwell a été plusieurs années en couple avec Ted Waitt (en), fondateur de la société Gateway computers,. En 2010, elle a assisté au mariage de Chelsea Clinton comme invitée de Waitt. Elle a aidé Waitt à acquérir et à rénover un yacht de luxe, le Plan B, qu'elle a utilisé pour voyager en France et en Croatie avant la fin de leur relation, survenue fin 2010 ou début 2011,. En août 2019, il a été rapporté que Maxwell vivait à Manchester-by-the-Sea, dans le Massachusetts, dans la maison d'un certain Scott Borgerson. Maxwell et Borgerson ont été décrits comme en couple depuis plusieurs années,. Les habitants de Manchester-by-the-Sea ont indiqué qu'elle y était restée discrète, se faisait appeler « G » plutôt que par son prénom complet et avait été vue à plusieurs reprises en train de promener un braque hongrois sur la plage,. Un gestionnaire immobilier voisin a déclaré que Maxwell et Borgerson formaient un couple et avaient été régulièrement vus courant ensemble le matin. Borgerson a indiqué en août 2019 que Maxwell ne vivait pas chez lui pour le moment et qu'il ne savait pas où elle se trouvait. À partir de 2020, des rumeurs persistantes et concordantes émergent à propos d'un mariage secret entre Maxwell et Borgerson en 2016.

### TerraMar Project
En 2012 Ghislaine Maxwell a fondé The TerraMar Project (en), une association sans but lucratif de protection des océans. Elle a donné une conférence pour TerraMar à l'université du Texas à Dallas et une conférence TED à TEDx Charlottesville en 2014. Elle a accompagné Stuart Beck (en), membre du bureau 2013 de TerraMar, à deux réunions des Nations unies pour discuter du projet.
TheTerraMar Project a annoncé sa fermeture le 12 juillet 2019, moins d'une semaine après la publication des accusations de trafic sexuel déposées par les procureurs de New York contre Jeffrey Epstein,. Une entreprise associée, Terramar (UK), continue à exister durant quelques semaines, avec Maxwell parmi ses directeurs. Une demande de radiation de cette entreprise a été faite le 4 septembre et a été publiée dans The London Gazette le 17 septembre 2019.